# Кубок північноірландської ліги з футболу
Ку́бок північноірландської лі́ги з футбо́лу (англ. Northern Ireland Football League Cup, або англ. IRN-BRU League Cup) — третій за значимістю турнір в північноірландському футболі після чемпіонату та кубка країни.

## Формат
У змаганні беруть участь клуби Прем'єр ліги та Чемпіоншіпу (другий за значимістю дивізіон чемпіонату). У турнірі діє одноматчева система ігор на-виліт. Двадцять команд Чемпіоншипу грають перший раунд між собою, десять переможців потрапляють у другий райунд, де до них приєднуються ще 12 команд Прем'єр ліги та 10 команд, що грають у турнірі постійно. Разом вони визначають чвертьфіналістів, півфіналістів та фіналістів.
Кожен раунд складається з одного матчу. Якщо основний час закінчується нічиєю, то призначають додатковий час, а якщо потрібно — серію післяматчевих пенальті. Півфінальні матчі грають на нейтральних полях, а фінал — зазвичай на арені «Віндзор Парк».
Фінальний матч транслюється у прямому ефірі на телебаченні з сезону 2005—2006 років.

## Спонсори
Спонсором турніру з сезону 2011—2012 років є виробник популярного безалкогольного напою IRN-BRU. З сезону 2001—2002 по сезон 2010—2011 років спонсором турніру виступала страхова компанія The Co-operative Insurance. Попередніми спонсорами виступали такі компанії Кока-кола (сезони з 1998—1999 по 2000—2001); виробник садового інструменту Wilkinson Sword (1991—1992 по 1997—1998), та Roadferry Freight (1986—1987 по 1990—1991).
Кубок ірландської ліги з футболу не варто плутати з турніром, який носив назву Irish League Floodlit Cup, який відбувався з 1987—1988 по 1997—1998 роки з ініціативи та за підтримкою Budweiser, а пізніше — компанії Кока-кола.

## Переможці
| Клуб               | Перемоги | Фінали | Переможні роки                                                                                             |
| ------------------ | -------- | ------ | --- |
| Лінфілд            | 12       | 3      | 1986–87, 1991–92, 1993–94, 1997–98, 1998–99, 1999–00, 2001–02, 2005–06, 2007–08, 2018–19, 2022–23, 2023–24 |
| Гленторан          | 7        | 6      | 1988–89, 1990–91, 2000–01, 2002–03, 2004–05, 2006–07, 2009–10                                              |
| Кліфтонвілль       | 7        | 2      | 2003–04, 2012–13, 2013–14, 2014–15, 2015–16, 2021–22, 2024–25                                              |
| Крузейдерс         | 2        | 6      | 1996–97, 2011–12                                                                                           |
| Колрейн            | 2        | 7      | 1987–88, 2019-20                                                                                           |
| Портадаун          | 2        | 3      | 1995–96, 2008–09                                                                                           |
| Балліміна Юнайтед  | 1        | 3      | 2016-17 |
| Ардс               | 1        | 2      | 1994–95 |
| Гленавон           | 1        | 1      | 1989–90 |
| Бангор             | 1        | 0      | 1992–93 |
| Лісберн Дістіллері | 1        | 0      | 2010–11 |
| ФК Ларн            | 0        | 2      | – |
| Ньюрі Сіті         | 0        | 2      | – |
| Каррік Рейнджерс   | 0        | 1      | – |
| Данганнон Свіфтс   | 0        | 1      | – |